# AS Dragons FC de l'Ouémé
El AS Dragons FC de l'Ouémé es un equipo de fútbol de Benín que juega en la Premier League de Benín, la liga de fútbol más importante del país.

## Historia
Fue fundado en el año 1972 en la capital Porto Novo. Es de los equipos más populares del país, coronándose campeón en 12 ocasiones, la mayor cantidad de la liga y llegó a las semifinales de la Recopa Africana 1987, pero a nivel internacional en las demás participaciones le ha ido mal.

## Palmarés
- Premier League de Benín: 12

1978, 1979, 1982, 1983, 1986, 1989, 1993, 1994, 1998, 1999, 2002, 2003.
- Copa de Benín: 6

1984, 1985, 1986, 1990, 2006, 2011.
- Copa Independencia de Benín: 1

2000.
- Recopa Africana: 0

1987: semifinalista

## Participación en competiciones de la CAF

### Liga de Campeones de la CAF
| Temporada | Ronda      | Club                   | Casa | Visita | Global  |
| --------- | ---------- | ---------------------- | ---- | ------ | ------- |
| 1999      | Preliminar | USFA Ouagadougou       | 1-0  | 0-2    | 1-2     |
| 2000      | Preliminar | Gambia Ports Authority | 2-0  | 1-1    | 3-1     |
| 2000      | 1          | Raja Casablanca        | 2-2  | 1-3    | 3-5     |
| 2003      | Preliminar | Wallidan FC            | 0-0  | 0-1    | 0-1     |
| 2004      | Preliminar | AS Douanes de Lomé     | 1-1  | 0-0    | 1-1 (a) |

### Copa Africana de Clubes Campeones
| Temporada | Ronda      | Club                   | Casa  | Visita | Global |
| --------- | ---------- | ---------------------- | ----- | ------ | ------ |
| 1979      | 1          | Africa Sports National | 0-2   | 1-3    | 1-5    |
| 1980      | 1          | MP Algiers             | 0-0   | 0-3    | 0-3    |
| 1983      | 1          | Canon Yaoundé          | 1-0   | 0-2    | 1-2    |
| 1984      | Preliminar | US Ouagadougou         | 3-1   | 2-0    | 5-1    |
| 1984      | 1          | AS Real Bamako         | 2-0   | 2-2    | 4-2    |
| 1984      | 2          | MAS Fez                | 1-0   | 0-3    | 1-3    |
| 1990      | Preliminar | Mighty Barrolle        | 0-0   | 0-3    | 0-3    |
| 1994      | 1          | RC Bafoussam           | dq1   | dq1    | dq1    |
| 1995      | 1          | US Chaouia             | w.o.2 | w.o.2  | w.o.2  |

1- Los equipos de Benín fueros descalificados porque su federación de fútbol tenía deudas con la CAF.

2- Dragons FC de l'Ouémé abandonó el torneo.

### Copa Confederación de la CAF
| Temporada | Ronda      | Club                       | Casa | Visita | Global |
| --------- | ---------- | -------------------------- | ---- | ------ | ------ |
| 2007      | Preliminar | Kwara United               | 0-1  | 0-2    | 0-3    |
| 2012      | Preliminar | Étoile Filante Ouagadougou | 1-0  | 0-2    | 1-2    |

### Recopa Africana
| Temporada | Ronda            | Club                   | Casa  | Visita | Global      |
| --------- | ---------------- | ---------------------- | ----- | ------ | ----------- |
| 1985      | Preliminar       | Atlético Malabo        | 8-0   | 2-1    | 10-1        |
| 1985      | 1                | CS Imana               | 3-1   | 0-1    | 3-2         |
| 1985      | 2                | Dihep di Nkam          | 1-0   | 1-2    | 2-2 (a)     |
| 1985      | Cuartos de final | Al-Ahly                | 1-1   | 0-4    | 1-4         |
| 1986      | 1                | Abiola Babes           | 2-0   | -      | dq1         |
| 1987      | 1                | Olympique Kakandé      | 4-1   | 3-0    | 7-1         |
| 1987      | 2                | USM Libreville         | 1-0   | 0-1    | 1-1 (4-2 p) |
| 1987      | Cuartos de final | Vital'O FC             | 2-0   | 0-1    | 2-1         |
| 1987      | Semifinales      | Gor Mahia FC           | 0-0   | 2-3    | 2-3         |
| 1988      | 1                | ASC Bouaké             | w.o.2 | w.o.2  | w.o.2       |
| 1991      | 1                | BCC Lions              | 2-0   | 0-3    | 2-3         |
| 1993      | 1                | Olympic FC             | 4-0   | 2-2    | 6-2         |
| 1993      | 2                | JS Kabylie             | 3-0   | 0-4    | 3-4         |
| 1998      | Preliminar       | Gazelle FC             | 4-1   | 2-2    | 6-3         |
| 1998      | 1                | BCC Lions              | 3-0   | 0-3    | 3-3 (4-3 p) |
| 1998      | 2                | Africa Sports National | 1-3   | 0-3    | 1-6         |

1- Dragons FC de l'Ouémé fue descalificado por alinear a un jugador inelegible para el torneo.

2- Dragons FC de l'Ouémé abandonó el torneo.

### Copa CAF
| Temporada | Ronda      | Club               | Casa | Visita | Global      |
| --------- | ---------- | ------------------ | ---- | ------ | ----------- |
| 1992      | 1          | Real Tamale United | 1-0  | 0-1    | 1-1 (6-5 p) |
| 1992      | 2          | ASMO Libreville    | 0-0  | 0-3    | 0-3         |
| 1996      | 1          | SO Armée           | 0-1  | 0-2    | 0-3         |
| 1997      | Preliminar | ASKO Kara          | dq1  | dq1    | dq1         |

1- Dragons FC de l'Ouémé fue descalificado por no presentar los permisos de los jugadores a tiempo para el torneo.

## Jugadores

### Jugadores destacados
- Moudachirou Amadou
- Rachad Chitou
- Moussa Latoundji
- Jonas Okétola
- Wassiou Oladipupo
- do-Rego Saadou
- Abédi Pelé
- Obadin Aikhena
- Williams Ajuwa
- Peter Rufai